# En vänlig grönskas rika dräkt
En vänlig grönskas rika dräkt är en psalm med text av Carl David af Wirsén (1842–1912) från 1889.
Texten till psalmen publicerades första gången 1889 i Carl David af Wirséns praktfullt illustrerade diktsamling Kristna högtids- och helgedagar. Wirsén var Svenska Akademiens ständiga sekreterare och inspirerades till att skriva en sommarpsalm utgående från midsommardagens profetia ur Jesaja, kapitel 40. 

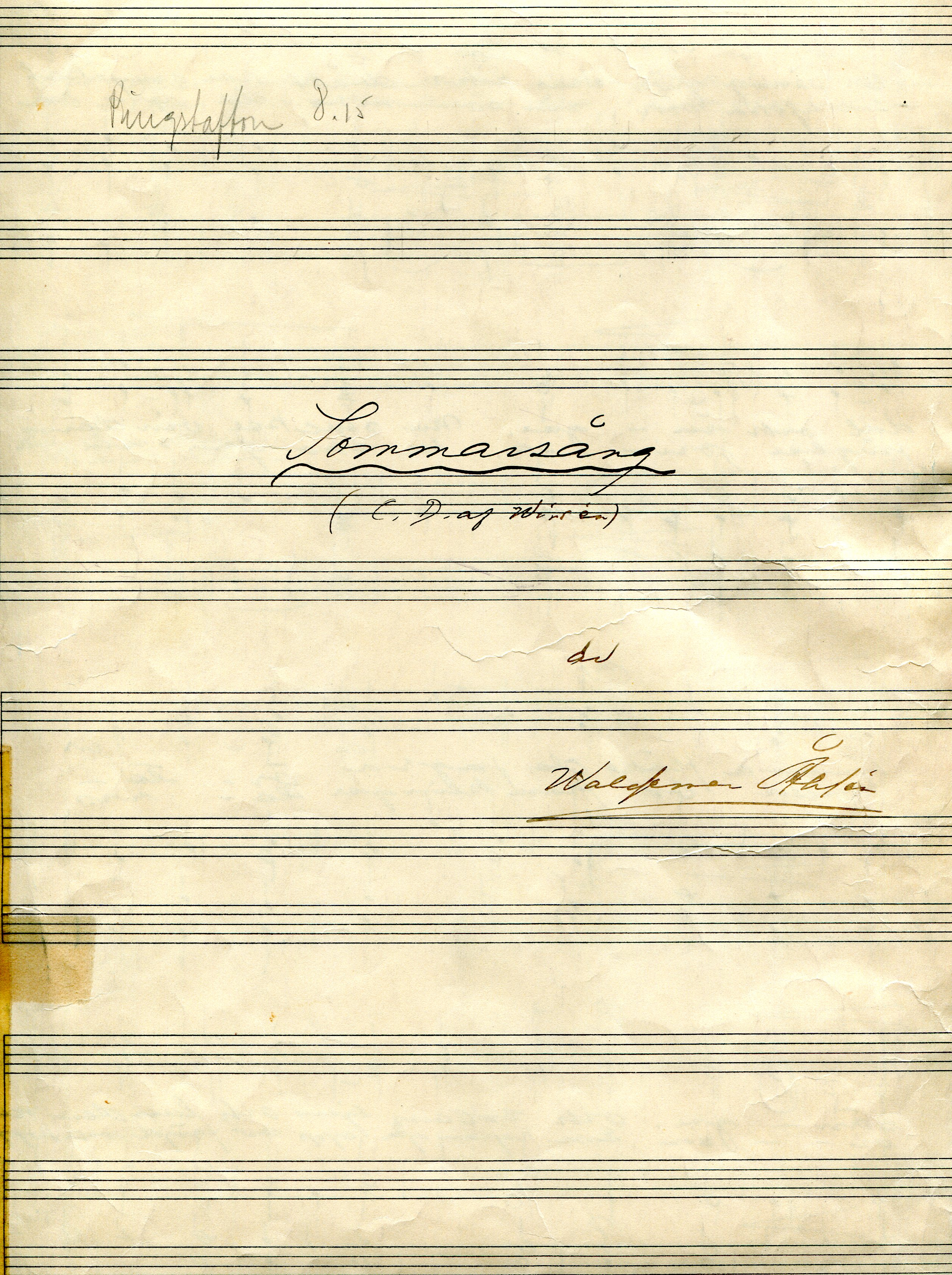
Försättsbladet till Waldemar Åhléns originalnot. I den första versionen kallades den för Sommarsång.

Psalmen användes i en svensk psalmbok första gången i Nya psalmer 1921 (nr 644). I tillhörande Koralbok för Nya psalmer, 1921 anges att melodin är komponerad av  Severus Gastorius (1647–1682) skriven 1675 och att den även används till psalmen På Gud, och ej på eget råd (1819 års psalmbok nr 252) (för noter se externa länkar nedan).
Den melodi som i senare koralböcker (efter 1937) mest används är från en körkomposition under namnet Sommarpsalm av Waldemar Åhlén (publicerad första gången 1935 i samlingen De ungas kör), en mycket välkänd melodi som i decennier stått på många körers stamrepertoar och som troligen lär sjungas så länge körsång utövas i detta land. Den tidigare gällande melodin av Severus Gastorius till Wirséns text tyckte Waldemar Åhlén inte var ”tillräckligt glad i förhållande till texten”, så han ville göra ett eget försök att skriva en ny melodi. Kompositionsåret är lite oklart, men i en artikel 1969 säger Åhlén: ”Sommarpsalm skrev jag en vacker majsöndag omedelbart sedan jag kommit hem från högmässan i Högalidskyrkan, där jag åren 1923–28 var organist.” Waldemar Åhléns sättning framfördes första gången unisont med barnkör och orgelackompanjemang vid en skolavslutning i Hjorthagskyrkan den 8 juni 1933.  
Åhléns melodi har tydligt inspirerat Erland von Kochs tonsättning från 1974 av De blomster som i marken bor.

## Mottagande
Cordelia Edvardson på Svenska Dagbladet menade att psalmen är ett kärvänligt exempel på populär poesi och en del av det svenska folkets kulturella arv. Carlhåkan Larsén på Sydsvenskan kommenterade dock, i en recension av Per Rydéns bok om Carl David af Wirsén, att Wirsén var en förlorare på litteraturhistoriens mörka sida, och att enbart en av hans dikter fortfarande lever kvar: nämligen, "En vänlig grönskas rika dräkt".
Hans Holmberg på Kristianstadsbladet menar att psalmen är en del av Sveriges sommarrepertoar och att folk oftast bara sjunger de tre första verserna, där sommaren hyllas. Han framhåller dock att de andra verserna är annorlunda, och betydligt mer förfallinriktade. Det gör att psalmen kan användas och används på både sommartillfällen och vid begravningar, men Holmberg kan inte komma på några tillfällen där psalmen sjungs i sin helhet. Psalmen spelades även under bröllopet mellan kronprinsessan Victoria och Daniel Westling i juni 2010. Åren 2016–2017 användes melodin i en TV-reklamfilm för Länsförsäkringar.
The Real Group, som spelade in psalmen på albumet Stämning 2002, noterades för en framgång på med sången, då den låg på Svensktoppen i sex veckor under perioden 15 juni–13 juli 2002 innan den lämnade listan.

## Publicerad i
- Hemlandssånger 1891 som nr 408 under rubriken "Kärleken" med 2 olika melodier av Georg Stolpe respektive Aug. Elfåker - ingen av dessa är den som används i svenska psalmboken.
- Nya psalmer 1921 som nr 644 under rubrikerna Tidens skiften: Årets tider: Sommaren.
- 1937 års psalmbok som nr 476 under rubriken Sommaren.
- Cantarellen 1984 som nummer 23.[13]
- 1986 års psalmbok som nr 201 (den ekumeniska delen av den svenska psalmboken, det vill säga psalm 1-325 i 1986 års psalmbok, Cecilia 1986, Psalmer och Sånger 1987, Segertoner 1988 och Frälsningsarméns sångbok 1990) under rubriken Årstiderna.
- Lova Herren 1988 som nr 789 under rubriken Årets tider.
- Sångboken 1998 som nr 22
- Svensk psalmbok för den evangelisk-lutherska kyrkan i Finland (1986) som nr 539 under rubriken Årets tider"
- Hela familjens psalmbok 2013 som nummer 99 under rubriken "Hela året runt".[14]